# Ніколас Рівз
Карл Ніколас Рівз (англ. Carl Nicholas Reeves; нар. 28 вересня 1956) — британський єгиптолог, археолог та музейний куратор.

## Передісторія
Рівз, спеціаліст з історії та матеріальної культури Єгипту, закінчив (з відзнакою першого ступеня) факультет стародавньої історії Університетського коледжу Лондона (1979). Він отримав ступінь доктора філософії з єгиптології (дослідження з археології Долини царів, з особливим акцентом на пограбування гробниць та викрадання царських мумій) в Університеті Дарема в 1984 році.
У 1994 році його було обрано членом Лондонського товариства антикварів, а в 1996 році — почесним членом Східного музею Університету Дарема. З 1998 по 2004 рік він був почесним науковим співробітником Інституту археології Університетського коледжу Лондона, а у 2010/2011 роках — меморіальним стипендіатом Сільвана К. Коулмана та Памели Коулман у Відділі єгипетського мистецтва Метрополітен-музею, Нью-Йорк.

## Музеї
Рівз активно обіймав різні посади в музеї та сфері спадщини, зокрема: куратор колишнього Департаменту єгипетських старожитностей Британського музею (ініціатор Огляду єгипетських колекцій у Великій Британії, який зараз є важливим компонентом бази даних Cornucopia Ради музеїв, бібліотек та архівів) (1984—1991); куратор Генрі Герберта, 7-го графа Карнарвона, у замку Хайклер (1988—1998); куратор-консультант з єгипетських старожитностей Музею Фрейда, Лондон, 1986—2006); почесний куратор і директор колекцій спадщини Деніса Ейра Бауера в замку Чіддінгстоун, Кент (1995—2002 та 2003—2007); куратор G.A.D. Tait з єгипетського та класичного мистецтва в Ітон-коледжі (2000—2010); Ліла Ачесон Воллес, заступниця куратора єгипетського мистецтва, Метрополітен-музей, Нью-Йорк (2011—2014).

## Археологія
Між 1998 і 2002 роками Рівз працював у цій галузі директором Amarna Royal Tombs Project в Долині царів Єгипту, провівши чотири сезони досліджень та розкопок з міжнародною командою в пошуках доказів зниклих поховань жінок двору Ехнатона. Першими стратиграфічними розкопками в Долині були коли-небудь проведені спроби, серед виявлених об'єктів (під час радіолокаційного дослідження проекту 2000 року) був KV63, згодом розкопаний Отто Шаденом, який тоді працював в Університеті Мемфіса. Проект був відновлений у 2014 році, тоді в рамках Єгипетської експедиції Університету Аризони.

## Дослідження гробниці Тутанхамона
У статті, опублікованій у липні 2015 року, Рівз звернув увагу на чіткі лінійні сліди, видимі на сканах високої роздільної здатності розфарбованих поверхонь похоронної камери в гробниці Тутанхамона. Він стверджував, що ці сліди є «привидами» двох досі нерозпізнаних дверних отворів, які, ймовірно, дають доступ до: (1) досі недослідженої камери для зберігання на заході, яка, очевидно, була сучасником поховання Тутанхамона; та (2) продовження KV 62 на північ до часів Тутанхамона. Подальші дослідження підтвердили основний, царський план KV 62, а також амарнанські пропорції та діагностичні деталі обличчя сцени на північній стіні; відкриття палімпсестних написів додатково підтверджує думку про те, що гробниця продовжується, зокрема, до похоронних апартаментів за межами Нефертіті (похованої як наступниця Ехнатона Сменхкаре), первісної та, ймовірно, досі існуючої власниці KV 62.

## Інша діяльність
Рівз організував або брав активну участь у кількох великих виставках єгипетського, класичного та східного мистецтва — у Британському музеї в Лондоні, Метрополітен-музеї в Нью-Йорку, Рейксмузеї ван Аудхеден у Лейдені, музеї Ремера та Пелізея в Гільдесгаймі, культурному центрі Конде Дуке в Мадриді, Музеї декоративного мистецтва в Бордо та на кількох інших майданчиках по всій Японії.
Він організував дві міжнародні конференції: «Після Тутанхамона: Міжнародна конференція про Долину царів» (замок Хайклер, 1990); та «Проект королівських гробниць Амарни 1998—2001» (Університетський коледж Лондона, 2001).
Спеціалізовані телевізійні документальні фільми про творчість Рівза транслювалися на каналі The Learning Channel («Нефертіті, таємнича цариця Єгипту», 1999) та Tokyo Broadcasting System (TBS) («Зникла цариця Сонця», 2002).

## Публікації
Рівз опублікував багато академічних статей та кілька книг, які отримали схвальні відгуки, зокрема:
- Долина царів: Занепад королівського некрополя
- Повний Тутанхамон
- Говард Картер: До Тутанхамона (з Джоном Х. Тейлором)
- Повна Долина царів (з Річардом Х. Вілкінсоном)
- Стародавній Єгипет: Великі відкриття
- Ехнатон: Лжепророк Єгипту
- Поховання Нефертіті?
- Декорована північна стіна в гробниці Тутанхамона (KV 62) (Поховання Нефертіті? II) (за участю Джорджа Балларда)
- Гробниця Тутанхамона (KV 62) (Поховання Нефертіті? III) (з комп'ютерною анімацією Пітера Гремсе)

Рівз також є співавтором дитячої книги під назвою «У гробницю мумії: Відкриття скарбів Тутанхамона в реальному житті».